# Vanadis (Schiff, 1868)
Die Vanadis ist eine Schoneryacht mit Hilfsantrieb. Sie wurde 1868 nach Plänen von K.C. Agerskov auf der „Stora Varvet“ in Stockholm als Rennyacht für den Schnapsfabrikanten Edvard Cederlund auf Kiel gelegt und 1869 oder 1870 mit dem Namen Vanadis zu Wasser gelassen. Cederlund ließ sich die Vanadis als Nachfolgerin seiner im Regattasport erfolgreichen Kutteryacht Mathilda bauen. Der Name Vanadis ist sowohl ein weiblicher Vorname als auch eine der fünf bekannten Kenningar der nordischen Göttin Freya.
Für den Entwurf stand die Schoneryacht America Pate, die seit 1851 erfolgreich um den One Hundred Sovereigns Cup segelte. In einer der ersten nachweisbaren Regatten des Kungliga Svenska Segelsällskapet (KSSS) wurde die Vanadis fünfte von 11 teilnehmenden Yachten. In den nachfolgenden Regatten errang sie einen siebten und einen zehnten Platz und erfüllte somit nicht die in sie gesetzten Erwartungen, so dass Cederlund sie verkaufte. In den folgenden Jahren taucht die Vanadis nicht mehr in den Aufzeichnungen des KSSS auf. Erst im Jahr 1878 gibt es wieder einen Vermerk, der als neuen Eigner den Vize Admiral Lagercrantz ausweist. Von Edvard Cederlund ist noch bekannt, dass er sich eine Dampfyacht mit dem Namen Edda kaufte.
Belegbare Hinweise zum weiteren Verlauf der Geschichte der Vanadis tauchen erst wieder gegen Ende 1920er Jahre auf, als sie, bereits 60 Jahre alt, durch die Schwedische Marine auf deren Werft in Karlskrona instand gesetzt wurde.
In den 1930er Jahren wurde die Vanadis an eine schwedische Segelschule weitergegeben und sie diente fortan zur Ausbildung von Frauen. 1939 wurde sie an Dr. Conny Palm verkauft. Die Vanadis war zu diesem Zeitpunkt abgetakelt und wurde nun als Wohnschiff verwendet.
Im Winter 1940/41 wurde das Schiff an Lars G. Lennmor verkauft. Lennmor studierte zu jener Zeit Schiffbau und verdiente während der Semesterferien mit Gästereisen seinen Lebensunterhalt. Die Vanadis wurde 1954 nach Deutschland verkauft und erhielt den Namen Valdivia. Im selben Jahr wurde auch die erste Hilfsmaschine eingebaut. Von 1978 bis 1981 wurde sie komplett mit Eichenholz wieder aufgebaut. Etwa 95 % des verbauten Holzes musste ausgetauscht werden. Das bei dieser Restaurierung veränderte Heck wurde den Neufundlandschonern, wie sie ab etwa 1880 in Gloucester in den Vereinigten Staaten gebaut wurden, nachempfunden. Das Schiff gehörte in den folgenden Jahren zum Museumshafen Flensburg.
2003 erfolgte ein weiterer Besitzerwechsel und die Rückbenennung in Vanadis. Im Jahre 2006 wurden beide Untermasten durch Mondholz erneuert.